# Hilário (oficial palatino)
Hilário (em latim: Hilarius) foi um oficial romano do século IV, ativo durante o reinado conjunto dos imperadores Valentiniano I (r. 364–375) e Valente (r. 364–378). Era nativo da Frígia. Segundo Amiano Marcelino teria ocupado, em data desconhecida, um ofício palatino. Era um famoso adivinho que, ao ser acusado de conspiração, foi executado em 371/372 em Antioquia. Ele possivelmente pode ser associado a um notário homônimo que esteve ativo no Oriente anos antes.